# Torre del carrer Puríssima
La torre del carrer Puríssima és una torre ubicada al districte d'Horta-Guinardó de Barcelona.
Al començament d'aquest carrer de la Clota hi ha una casa amb una torre coronada amb una barana, tocant actualment al carrer Lisboa. Sembla que sigui una torre d'aigua, però el cert és que una antiga picabaralla de veïns va fer que el propietari de la casa (1922) fes aquesta torre per poder veure el mar, cosa que llavors era possible perquè no hi havia la massa edificada del davant.